# Sokolac (Šipovo)
Sokolac (szerbül: Соколац) szerb falu Bosznia-Hercegovinában, Bosanska krajina területén, a Szerb Köztársaságban, Šipovo községben. 

## Fekvése
Bosznia-Hercegovina közép-nyugati részén, Banja Lukától légvonalban 59, közúton 88 km-re délre, községközpontjától légvonalban 4 km-re, közúton 5 km-re délnyugatra, a Pljiva bal partján, a Suvaja és a Borovica hegyei között, a Sokošnica völgyében 550-650 méter közötti tengerszint feletti magasságban található. Keresztülhalad rajta a Šipovo – Baraći – Mrkonjić Grad főút.

## Népessége
| Nemzetiségi csoport | Népesség 1991 | Népesség 2013 |
| ------------------- | ------------- | ------------- |
| Szerb               | 157           | 132           |
| Bosnyák             | 16            | 0             |
| Horvát              | 0             | 0             |
| Jugoszláv           | 0             | 0             |
| Egyéb               | 0             | 1             |
| Összesen            | 173           | 133           |

## Története
A régészeti leletek tanúsága szerint Sokolac már az őskortól fogva jelentős település volt, ahol több jelentős erődítmény is állt. A legrégibb erődítmény a bronzkorból származik, és a Sokošnica felett, meredeken emelkedő, Gradina nevű magaslaton állt. Az erőd még a vaskorban is használatban volt. Ekkor épült a Crkvina pod Gradom lelőhely vaskori erődje is. Mindkét erődítmény korabeli települést védett. Ugyancsak őskori eredetű Sokol vára, mely a három erődítmény közül a legnagyobb és legjelentősebb volt. Ez a vár valószínűleg az őskortól fogva a középkor végéig folyamatosan használatban volt. A középkori vár valószínűleg a 13. században épült. Első írásos említése 1357-ben történt és 1518 körül foglalta el a török sereg.

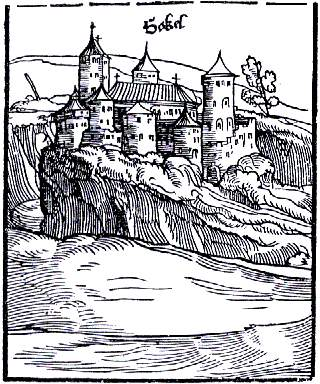
Sokol vára az 1530-as metszeten

Sokol uralta azt a területet, amely a Pliva (Pljeva) völgye mentén húzódott egészen a Kupreško polje és a Vitorog-hegységig, másrészt a Gornji Ribnik feletti hegytől a Szana folyóig. A vár fontos utak kereszteződése közelében is állt, amelyek a Pliva bal partja mentén Jezera és Jajca felé, illetve Ključ és Glamoč felé haladtak. Mivel rendkívüli stratégiai jelentőségű helyen volt elhelyezve szinte elérhetetlen volt a középkori fegyverek számára. Sokol várát 1363 nyarán jegyezték fel a korabeli történelmi források, a magyar hadseregnek a bosnyák bán fennhatósága alatti területre való bevonulásával kapcsolatban. Nagy Lajos király több oklevelet is  keltezett innen. Ez a magyar hadjárat két irányban zajlott; a katonai erők egy része Keszei Miklós esztergomi érsek és Kont Miklós nádor vezetésével Usorában Szrebrenik felé hatolt, míg a fősereg Nagy Lajos király vezetésével nyugat felé vette az irányt, a Pliva folyó völgyébe, Sokol várát érintve. Itteni táborából a magyar király több oklevelet adott ki, melyek közül háromban a Pliva folyó és Sokol vára is szerepel. Az első kettő 1363. július 8-i keltezésű: „Datum in plyna in obsidian catri Zokol terre Boznensi”. Két nappal később, július 10-én Lajos király levelet küldött a velenceieknek: „Datum in castris propre Zakol”. Az 1363-as hadjárat kimeneteléről nem áll sok adat rendelkezésre, de tény, hogy három évvel később, 1366. augusztus 11-én a rámai Prozor vára alatt kelt oklevelében a Lajos király elleni háborúban tett szolgálataiért I. Tvrtko bosnyák király Sokol várát és a Plivai zsupániát Vuk Hrvatinić hercegnek adományozta.

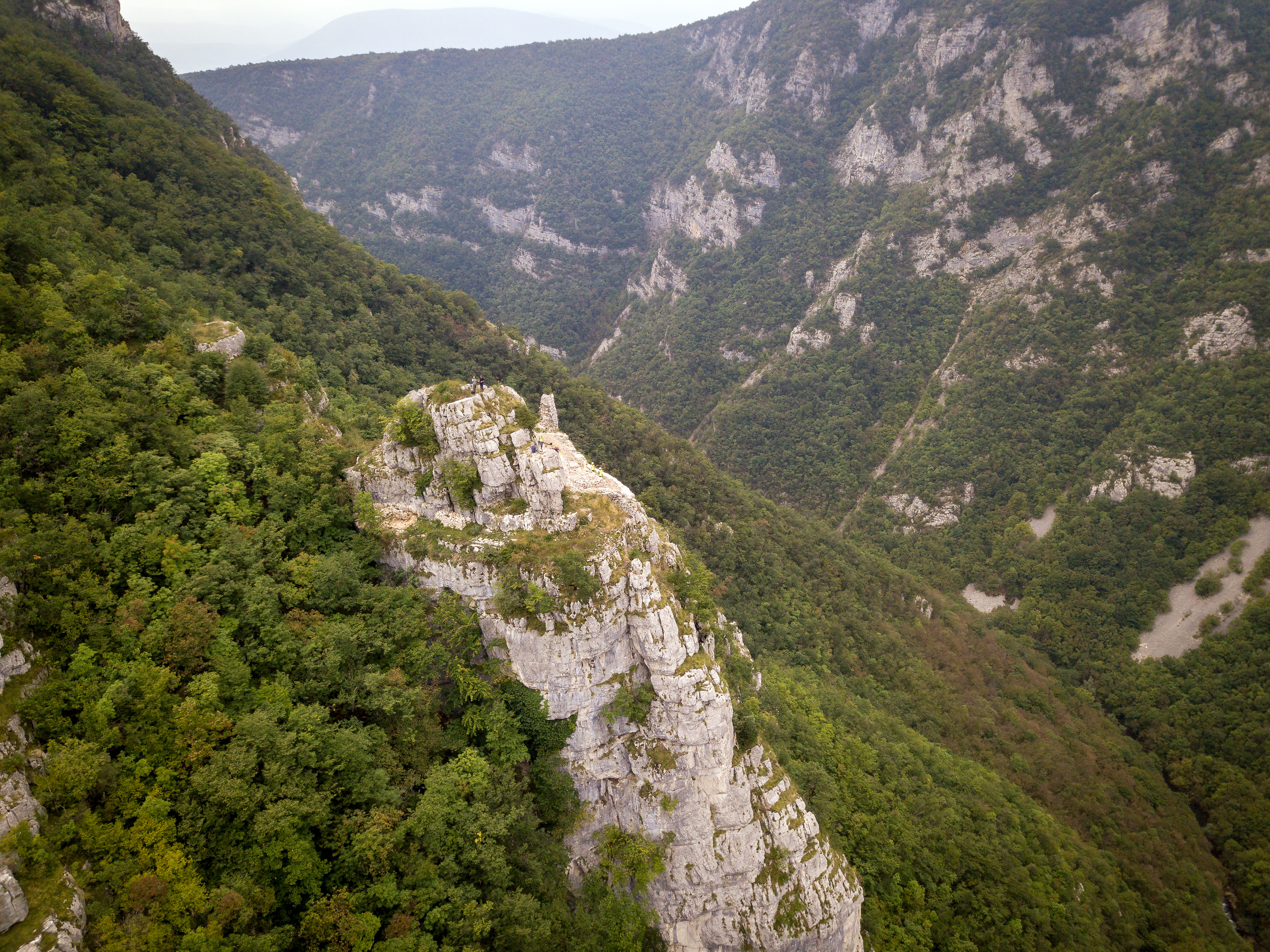
Sokol várának romjai a Sokošnica szurdoka felett

Sokol, Kamengrad, Ključ és Višegrad mellett, egyike azon kevés középkori boszniai váraknak, amelyeket a 16. században fametszeten örökítettek meg. Ez a metszet egy útleírásban szerepel, melyet Benedikt Kuripešić írt, aki egy Habsburg követség tagjaként utazott át Bosznián. A metszet készítése után a későbbi fejlesztések során az erődöt kibővítették, majd a lőfegyverek megjelenésével, megerősítették és hozzáigazítva ehhez az új hadviselési technikához. Ezzel kapcsolatban történt az elülső oldalon a Grabežben új védőtorony építése a vártól nyugatra, azaz a Sokošnica szurdokának másik oldalán, azzal a feladattal, hogy innen is megvédje a várat az esetleges támadásoktól. Sokol vára a középkori Bosnyák Királyság bukása után I. Mátyás magyar király hadjárata során, 1463-ban bekerült a Jajcai bánság fennhatósága alá, ahol 1496-ban egy rövid időszakot leszámítva, az 1518 körüli időig maradt, amikor az oszmánok elfoglalták és Jajca várának irányítása alá került. Az oszmán igazgatás alatt az erődöt tovább bővítették és megerősítették, de a további nyugat és észak felé történt gyors terjeszkedésük miatt elvesztette korábbi jelentőségét.
A település 1878-ig tartozott az Oszmán Birodalomhoz, majd az Osztrák-Magyar Monarchia része lett. A monarchia szétesésével 1918-ben előbb a Szerb-Horvát-Szlovén Királyság, majd 1929-től a Jugoszláv Királyság része. Jugoszlávia megszállása után a falu a Független Horvát Állam (NDH) része lett.
1945-től a település a szocialista Jugoszlávia része volt. A településen az 1991-es népszámlálás adatai szerint 173-an éltek. A Bosznia-Hercegovinában zajló polgárháború idején a Visoko Krajina többi településéhez hasonlóan a Boszniai Szerb Köztársaság része volt. A területén 1995 szeptemberéig nem volt háborús hadművelet, ekkor azonban a település területét a Horvát Köztársaság fegyveres ereje megszállta. A horvát csapatok elől a lakosság elmenekült. A daytoni békeszerződés aláírása után a település a Szerb Köztársasághoz, azon belül Šipovo községhez került. Sokolacot jelenleg kizárólag szerbek lakják. A leggyakoribb szerb vezetéknevek: Jakšić, Vrbljanac, Kalkan, Todorčević, Višekruna, Stojičić, Radić, Malinović, Stanković és mások.

## Nevezetességei
- Sokol várának romjai a Sokošnica bal partján. A vár eredetileg az őskorban épült és két részből állt, a felső és az alsóvárból. A felsővár a védőtornyával a Gradska kosa tetején állt a toronytól délre fekvő, falakkal védett várudvarral. Tőle alacsonyabban feküdt az alsóvár kerítőfalait három torony és a kaputorony védte, bár az utóbbi mára már ledőlt. Vele szemben a Sokošnica jobb partján egy különálló torony állt. A vár romjai meglehetősen jó állapotban maradtak fenn. A háromszorosan megerősített falak több helyen ma is 7 méteres magasságban állnak. A középkori várat a 13. században, még tüzérség megjelenése előtt építhették, a gótikus várból, a várpalotából és a vártemplomból állt. Első írásos említése 1357-ben történt.[4]

- Crkvina pod Gradom – vaskori erőd maradványai. Az erőd magaslatának lejtőin számos őskori kerámiatöredék került elő, melyek korabeli településre utanak.[4]

- Gradina – őskori erődített település maradványai. A platón felvő települést az egyik oldalon a Sokošnica meredek szurdoka, a másik oldalon pedig 40 méter hosszú, 10-12 méter széles és 4 méter magas sánc védte. A leletek főként kerámia töredékekből állnak. Korán a késő bronzkorban és a kora vaskorban határozták meg.[4]

- Mramorić – késő középkori temető maradványai egyetlen fennmaradt nyugat-keleti tájolású stećak sírkővel.[4]